# يهون إنداشيو
يهون إنداشو زويدي (من مواليد 5 نوفمبر 1992) هو لاعب كرة قدم إثيوبي يلعب لنادي فاسيل كينيما كلاعب خط وسط دفاعي.